# Barry (Walia)
Barry (wal. Y Barri) – miasto portowe w południowej Walii, ośrodek administracyjny hrabstwia Vale of Glamorgan, historycznie w hrabstwie Glamorgan. Leży nad Kanałem Bristolskim. W 2011 roku liczyło 51 502 mieszkańców.
Miejscowość jest centrum usługowo-handlowym dla regionu oraz popularnym nadmorskim kurortem.

## Historia
W XI w. Normanowie wybudowali w pobliżu zamek. W 1889 r. w Barry otwarto nowe doki dla statków, co spowodowało gwałtowny rozwój miejscowości. Główną część obrotów stanowił wówczas eksport węgla, który stopniowo ustępował miejsca na rzecz m.in. importowi bananów czy oleju.

## Współpraca
Miejscowość partnerska:
- Mouscron, Belgia